# Alseodaphne insignis
Alseodaphne insignis är en lagerväxtart som beskrevs av James Sykes Gamble. Alseodaphne insignis ingår i släktet Alseodaphne och familjen lagerväxter. Inga underarter finns listade i Catalogue of Life.